# Robert Stevenson
Robert Stevenson (Buxton, Derbyshire, 31 de marzo de 1905-Santa Bárbara (California), 30 de abril de 1986) fue un director y guionista de cine británico, que trabajó muy a menudo en los Estados Unidos, donde murió. Empezó a rodar en 1936, e hizo una docena de filmes muy dispares (históricos, aventuras, amorosas, misterio o criminales), que le dieron prestigio. Desde 1960 se convirtió en colaborador habitual de Walt Disney, con quien rodó 19 películas. Entre ellas Un sabio en las nubes (1961), Los hijos del capitán Grant (1962), Mary Poppins (1964), Un gato del F.B.I. (1965) y La bruja novata (1971).

## Carrera

### En Gran Bretaña
Considerado por la crítica como un buen artesano, es decir, un realizador con empeño pero sin excesiva personalidad cinematográfica, su carrera está repleta de películas rodadas entre el Reino Unido y Estados Unidos: El hombre que trocó su mente (1936), cinta de terror con Boris Karloff y Anna Lee conformando las constantes de un género todavía en desarrollo; La rosa de los Tudor (1936), superproducción histórica inglesa sobre la figura de "Lady Jane" con Cedric Hardwicke y John Mills; la primera versión sonora de Las minas del rey Salomón en 1937, con la pre-estrella Robert Young, que comenzaba su carrera. 
El melodrama basado en la novela de Fannie Hurst Su vida íntima en 1941, con Charles Boyer y Margaret Sullavan, inicia su obra de la década de 1940. Entre ellas destaca su inquietante versión, en 1944, de la novela Jane Eyre de Charlotte Brontë, que llevaba ese título en inglés (pero fue traducida como Alma rebelde en los cines españoles); allí la institutriz Joan Fontaine hacía frente a un torturado Orson Welles. Actuaron, además, Margaret O'Brien, Peggy Ann Garner, Sara Allgood, Henry Daniell, Agnes Moorehead, John Sutton, Betta St. John y Elizabeth Taylor (primera aparición, de niña). Orson Welles fue el productor de la película y ayudó a Stevenson en sus escenarios góticos, a perfilar escenas románticas y a seleccionar actores, aunque afirmó que era un buen profesional y que su ayuda fue por mera amistad.
Otras películas son: To the Ends of the Earth (1948), suspense criminal de notable acabado técnico y con excelentes interpretaciones de Dick Powell y Signe Hasso (Hasta el fin del mundo, en Argentina; Opio en España); Walk softly Stranger (Despacio, forastero), de 1950, otra curiosa cinta de ambiente criminal y de intriga notable, con buena interpretación de Joseph Cotten y Alida Valli); Odio y orgullo (1951) con Robert Mitchum y Ava Gardner, que viven una historia de amor de trágico desenlace en Nueva Orleans, a finales del siglo XIX: pues la guapa joven, antes pobre, al heredar una fortuna, intenta vengarse de un médico, comprometido, del que está muy enamorada. En 1959 rodó Dárby y el rey de los duendes, film que adaptaba una leyenda popular de gnomos en clave familiar con Sean Connery, que empezaba a destacar en la pantalla, y que le valió su inminente contrato en USA con la productora de Disney.

### En Estados Unidos
En la década de 1960 será artífice de algunos de los mejores títulos de la Disney, en efecto, fuera de la animación, tanto en cine como en TV. Cabe citar: Un sabio en las nubes (1961), con Fred MacMurray encasillándose a partir de este éxito en el género; El abuelo está loco (1967), con Walter Brennan; Blackbeard's Ghost (1968), con Peter Ustinov y Elsa Lanchester hipnotizando al auditorio juvenil del momento con sus personajes del pirata Barbarroja y la criada afín que puede ver su espectro; o Ahí va ese bólido (1969), primer film sobre el mítico coche parlante Herbie o también  La bruja novata (1971). Destaca, sobre todo, Mary Poppins (1964), por la que fue nominado al Óscar al mejor director. Narra una vida familiar al principio del siglo XX, que se alterará con cierta institutriz Mary Poppins (Julie Andrews), una estrambótica que baja de las nubes con un raro paracaídas (su paraguas), y que doblega a dos niños rebeldes que siempre hacían la guerra total a sus niñeras.

### Televisión
Stevenson se dedicó a la dirección de televisión y dirigió 6 episodios de la primera temporada de Gunsmoke, durante los cuales alcanzó la cima de las clasificaciones televisivas. Dirigió más de 100 episodios de televisión en cinco años, entre ellos: The Ford Television Theatre, Your Jeweler's Showcase, Footlights Theatre, Jane Wyman Presents The Fireside Theatre, Cavalcade of America, Schlitz Playhouse, The Star and the Story, Star Stage, The 20th Century-Fox Hour, El show de Joseph Cotten, Alfred Hitchcock presenta y The Christophers.

## Vida personal
Stevenson se divorció de su primera esposa Cecilie y se casó con la actriz inglesa Anna Lee en 1934. Vivieron en Bankside en Londres durante cinco años, mudándose a Hollywood en 1939, donde permaneció durante muchos años. Tuvieron dos hijas, Venetia y Caroline, antes de divorciarse en marzo de 1944. 
Durante la Segunda Guerra Mundial se convirtió en ciudadano estadounidense y sirvió con Frank Capra en el Cuerpo de Señales del Ejército de Estados Unidos. 
Se casó con Frances Holyoke Howard el 8 de octubre de 1944; luego se divorciaron. Tuvieron un hijo, Hugh Howard Stevenson. En 1963 se casó con Ürsula Henderson, y permanecieron casados hasta la muerte de Stevenson en 1986. La viuda de Robert Stevenson, Úrsula Henderson, apareció como ella misma en el documental Locked in the Tower: The Men behind Jane Eyre en 2007.

## Premios y distinciones
Premios Óscar
| Año  | Categoría      | Película     | Resultado |
| ---- | -------------- | ------------ | --------- |
| 1965 | Mejor Director | Mary Poppins | Nominado  |

Festival Internacional de Cine de Venecia
| Año  | Categoría                  | Película             | Resultado |
| ---- | -------------------------- | -------------------- | --------- |
| 1936 | Copa a la mejor fotografía | La rosa de los Tudor | Ganador   |